# Wikihotell
Ett wikihotell (eng. wiki farm eller wiki hosting service) är en tjänst som erbjuds av ett värdföretag och ger användare möjlighet att skapa egna wikier utan att behöva installera wikiprogramvara på en egen dator. Det är en sorts webbhotell. Ett wikihotell är värd för wikiprogramvara som möjliggör flera wikier på samma server, eller på ett nätverk av servrar. Användandet av en färdig struktur underlättar att snabbt skapa en anpassad och oberoende wikiplats. Innan denna typ av hotell fanns var den som önskade skapa en wiki hänvisad till att på sin egen server installera, konfigurera, ta backup och underhålla programvara för wikiskapande. Fördelen med denna typ av hotell är att det går snabbt att sätt upp en wiki och användaren kan koncentrera sig på innehåll istället för den underliggande tekniken. En wiki kan också vara ett bra sätt för föreningar eller grupper att tillsammans bygga upp en informationsdatabas.
Det finns både kommersiella och icke-kommersiella wikihotell. Finansiering sker ofta genom reklam på sidorna alternativt att användaren betalar en månatlig avgift. Oftast är det fritt att starta en wiki medan vissa hotell ställer vissa krav. Många av dagens wikihotell startade 2000-2010 och några av dessa är Wikia (2004), PBWorks (2005), Wetpaint (2005), Wikispaces (2005), Wikidot (2006), EditThis.info (2007), och Referata.com (2008).
Wikihotell som möjliggör svenskt användargränssnitt är Fandom (f.d. Wikia), Mindtouch, Zoho Wiki, Incentive och skolwiki.se.